# Upplandsbrigaden (1949–1957)
Upplandsbrigaden (IB 28) var en infanteribrigad inom svenska armén som verkade i olika former åren 1949–1957. Förbandsledningen var förlagd i Uppsala garnison i Uppsala.

## Historik
Upplandsbrigaden sattes upp åren 1949–1951 genom att fältregementet (krigsförbandet) Upplands regemente (I 8) omorganiserades genom försvarsbeslutet 1948 till brigad. Brigaden var en av två brigader som utbildades vid Upplands regemente (I 8) i Uppsala. Att brigaden inte tilldelades beteckningen IB 8, berodde på att följdnumret var upptaget av 8. pansarbrigaden och IB 18 var upptaget av Gotlandsbrigaden. Därav löstest det med att brigaden fick följdnumret IB 28. Brigaden kom endast att organiseras efter brigadorganisationen Infanteribrigad 49.
I samband med att Upplands regemente upplöstes och avvecklades den 31 mars 1957, kom en brigad att överföras till Svea livgarde (I 1). Den brigaden antog namnet Upplandsbrigaden (IB 38), det vill säga en namnkombination av de två brigaderna som fanns vid Upplands regemente, Upplandsbrigaden, (IB 28) och Västmanlandsbrigaden (IB 38).

## Organisation
| - 28. brigadstaben - 28. pansarskyddskompani - 28. tungt granatkastarkompani - 28. brigadluftvärnskompani - 28. brigadingenjörskompani | - I. skyttebataljon - II. skyttebataljon - III. skyttebataljon - 28. brigadunderhållsgrupp |

## Förbandschefer
- 1949–1957: ???

## Namn, beteckning och förläggningsort
| Upplandsbrigaden | 1949-10-01 | – | 1957-03-31 |

| IB 28 | 1949-10-01 | – | 1957-03-31 |

| Uppsala garnison (F) | 1949-10-01 | – | 1957-03-31 |